# Castries (Hérault)
Castries (okzitanisch Càstrias) ist eine südfranzösische Kleinstadt und eine Gemeinde mit 6.722 Einwohnern (Stand: 1. Januar 2022) im Département Hérault in der Region Okzitanien. Die Via Tolosana, eine Variante des Jakobswegs, führt durch die Gemeinde.

## Lage und Klima
Die Kleinstadt Castries liegt auf dem nordöstlichen Ufer des Flüsschens Cadoule etwa 14 km (Fahrtstrecke) nordöstlich von Montpellier in einer Höhe von ca. 55 m; die Strände des Mittelmeers sind nur etwa 15 km entfernt. Das Klima ist mild bis warm, Regen (750 mm/Jahr) fällt überwiegend im Winterhalbjahr.

## Bevölkerungsentwicklung
| Jahr                      | 1800 | 1851 | 1901 | 1954 | 1999 | 2018 |
| Einwohner                 | 558  | 1126 | 1339 | 1247 | 5146 | 6250 |
| Quelle: Cassini und INSEE |      |      |      |      |      |      |

Aufgrund der relativen Nähe zur Großstadt Montpellier und den auf dem Lande deutlich niedrigeren Immobilienpreisen ist in den letzten Jahrzehnten ein deutlicher Anstieg der Bevölkerungszahlen zu verzeichnen.

## Wirtschaft
Früher wurden Feldwirtschaft und Weinbau zur Selbstversorgung, aber auch schon für den Export betrieben. Im Ort selbst haben sich Handwerker und Kleingewerbetreibende niedergelassen, doch die meisten Bewohner des Ortes arbeiten in Montpellier.

## Geschichte
Auf dem Gemeindegebiet wurden prähistorische Kleinfunde aus Feuerstein gemacht. Ein römisches Castrum zur Überwachung der Via Domitia ist für das erste nachchristliche Jahrhundert nachgewiesen. Westgotische und maurische Spuren fehlen. Im 13. Jahrhundert hatte der Templerorden hier eine Komturei. Im 15. Jahrhundert erwarb die damals regional bedeutsame Familie de La Croix der Ort. Im 16. Jahrhundert wurde eine alte Burg bis auf die Grundmauern abgerissen und Castries sah sich mit den Wirren der Reformationszeit und der Hugenottenkriege (1562–1598) konfrontiert. Im Edikt von Nantes (1598) ist Montpellier als Protestantischer Sicherheitsplatz (Place de sûreté) ausgewiesen. Im 17. Jahrhundert entstand das heutige Schloss (château) an alter Stelle.

## Sehenswürdigkeiten
- Der Ortskern rund um die ehemalige Burg war als Circulade angelegt; Teile sind noch erkennbar.
- Die im 12. und 14. Jahrhundert erbaute alte Kirche Saint-Étienne war eine ehemalige Prioratskirche der Kathedrale von Montpellier. Im Jahr 1870 stürzte das Gewölbe ein. Einige mittelalterliche Kapitelle sind erhalten geblieben. Die Ruine wurde im Jahr 1960 als Monument historique anerkannt.[2]
- Die neue Kirche Saint Étienne ist ein neogotischer Bau aus dem 19. Jahrhundert.
- Das Château de Castries stammt aus dem 17. Jahrhundert und wurde an der Stelle einer mittelalterlichen Burg errichtet. Es ist seit 1966 als Monument historique eingestuft.
- Von einer alten Ölmühle (moulin á huile) stehen nur noch einige Bögen.

Umgebung
- Der aus der zweiten Hälfte des 17. Jahrhunderts stammende Aquädukt ist ca. 6822 m lang bei einem Gefälle von nur 3 m. Er diente der Wasserversorgung des Schlosses und wurde von Pierre-Paul Riquet, dem Erbauer des Canal du Midi, geplant. Das Bauwerk ist seit 1949 als Monument historique anerkannt.
- Eine kleine gewölbte Kapelle steht in der Nähe des Aquädukts.
- Die in der zweiten Hälfte des 18. Jahrhunderts erbaute und mit einem barocken Wappen versehene Steinbrücke den Cadoule hat eine Bogenweite von ca. 8 m; sie ist seit 1946 als Monument historique anerkannt.[3]

## Gemeindepartnerschaften
- Volpiano, Piemont, Italien

## Persönlichkeiten
- Jean Victor Coste (1807–1873), Mediziner und Naturforscher